# Anthony Stuart
Vincent Anthony Stuart (ur. 28 grudnia 1907 w Londynie, zm. w 1974 w Brent) – brytyjski bokser, mistrz igrzysk Imperium Brytyjskiego, olimpijczyk.

## Kariera sportowa
Startując w reprezentacji Anglii zwyciężył w wadze ciężkiej (powyżej 79,4 kg) na igrzyskach Imperium Brytyjskiego w 1930 w Hamilton, wygrywając z Kanadyjczykiem Williamem Skimmingiem (tylko dwóch zawodników wystąpiło w tej kategorii wagowej).
Wystąpił jako reprezentant Wielkiej Brytanii w wadze ciężkiej na igrzyskach olimpijskich w 1936 w Berlinie, gdzie pokonał Aba van Bemmela z Holandii i Secondo De Marchiego z Włoch, a w ćwierćfinale przegrał z późniejszym złotym medalistą Herbertem Runge z Niemiec, odpadając z turnieju.
Był mistrzem Anglii w wadze ciężkiej w 1930, 1932, 1936 i 1937 oraz wicemistrzem w 1929, 1933 i 1934.